# Мирела Демирева
Мирела Демирева (болг. Мирела Демирева, нар. 28 вересня 1989, Софія, Болгарія) — болгарська легкоатлетка, що спеціалізується на стрибках у висоту, срібна призерка Олімпійських ігор 2016 року.

## Кар'єра
| Рік  | Чемпіонат                     | Місце проведення         | Місце  | Результат |
| ---- | ----------------------------- | ------------------------ | ------ | --------- |
| 2012 | Чемпіонат Європи              | Гельсінкі, Фінляндія     | 8      | 1.82 м    |
| 2013 | Чемпіонат Європи в приміщенні | Гетеборг, Швеція         | 7      | 1.87 м    |
| 2013 | Чемпіонат світу               | Москва, Росія            | 26(q)  | 1.83 м    |
| 2014 | Чемпіонат Європи              | Цюрих, Швейцарія         | 17 (q) | 1.85 м    |
| 2015 | Чемпіонат Європи в приміщенні | Прага, Чехія             | 13 (q) | 1.87 м    |
| 2015 | Чемпіонат світу               | Пекін, Китай             | 9      | 1.88 м    |
| 2016 | Чемпіонат Європи              | Амстердам, Нідерланди    | 2      | 1.96 м    |
| 2016 | Олімпійські ігри              | Ріо-де-Жанейро, Бразилія | 2      | 1.97 м    |
| 2024 | Олімпійські ігри              | Париж, Франція           | 19     | 1.88 м    |